# Mùa bão Đại Tây Dương 2020
Mùa bão Đại Tây Dương 2020 là một sự kiện mà theo đó, các xoáy thuận nhiệt đới, cận nhiệt đới hình thành ở Đại Tây Dương, phía Bắc xích đạo trong năm 2020. Hằng năm mùa bão chủ yếu diễn ra từ khoảng tháng 6 đến tháng 11, trong đó các xoáy thuận nhiệt đới tập trung nhiều nhất vào tháng 9 do môi trường rất thuận lợi như nhiệt độ nước biển nóng nhất trong năm, gió cắt yếu... Có rất ít xoáy thuận nhiệt đới hình thành trong khoảng thời gian từ tháng 12 đến tháng 5 tại đây do môi trường bất lợi để bão có thể phát triển. Mùa bão năm 2020 chính thức bắt đầu bằng sự hình thành của áp thấp nhiệt đới 01-L vào ngày 16 tháng 5, đánh dấu năm thứ sáu liên tiếp phá kỷ lục với một hệ thống trước mùa bão cao điểm.

## Diễn biến mùa bão

### Trước mùa (trước tháng 6)
Có hai xoáy thuận nhiệt đới hình thành trước mùa, đó là bão Authur và bão Bertha
Một áp thấp nhiệt đới hình thành vào ngày 16 tháng 5 từ một vùng áp thấp ở vùng biển phía Đông Florida. Sáu giờ sau khi hình thành thì áp thấp nhiệt đới mạnh lên thành bão với tên quốc tế là Authur. Authur di chuyển trên vùng biển trên dòng hải lưu và mạnh lên một ít, đạt cực đại với sức gió 50 kt (95 km/h), sau đó chuyển thành bão ôn đới vào ngày 19. Không có người chết do bão, thiệt hại tài sản nói chung không đáng kể.
Bão Bertha được tạo ra từ một rãnh hình thành vào ngày 24 tháng 5, mạnh lên thành bão vào ngày 24 tháng và tan vào ngày hôm sausau. Bão có phạm vi gió mạnh nói chung rất nhỏ. Có 1 người chết do bão.

### Tháng 6 đến Tháng 7
Bão Cristobal hình thành từ tàn dư của bão Amanda vào ngày 1 tháng 6, ngay trên bờ biển phía Tây bán đảo Yucatan. Sau khi hình thành, cơn bão có nhiều lần đổi hướng di chuyển, tan vào 9 tháng 6. Cơn bão đã đổ bộ lần đầu tiên ở Atasta Mexico và lần thứ hai ở bang Louisiana. Cristobal cùng với Amanda đã khiến 46 người chết và thiệt hại tài sản hơn 800 triệu USD.
Bão Dolly là cơn bão hình thành vào ngày 22 tháng 6 ở vùng biển Đại Tây Dương, phía Đông Nam Canda, hoạt động trong 2 ngày. Cơn bão yếu và không có tác động đáng kể.

## Tổng quan mùa bão và tên bão

### Tên bão
Danh sách các tên sau đây sẽ được sử dụng cho các cơn bão được đặt tên hình thành ở Bắc Đại Tây Dương vào năm 2020. Các tên bị khai tử, nếu có, sẽ được Tổ chức Khí tượng Thế giới công bố vào mùa xuân năm 2021. Các tên không được rút khỏi danh sách sẽ được sử dụng lại trong mùa bão năm 2026. Đây là cùng một danh sách được sử dụng trong mùa bão năm 2014, không có cái tên nào được thay thế trong năm nay!.
| - Arthur - Bertha - Cristobal - Dolly - Edouard - Fay - Gonzalo | - Hanna - Isaias - Josephine - Kyle - Laura - Marco - Nana | - Omar - Paulette - Rene - Sally - Teddy - Vicky - Wilfred |
| - Alpha - Beta - Gamma                                          | - Delta - Epsilon - Zeta                                   | - Eta - Theta - Iota                                       |
| --------------------------------------------------------------- | ---------------------------------------------------------- | ---------------------------------------------------------- |

### Tổng quan mùa bão
Đây là bảng của tất cả các cơn bão đã hình thành trong mùa bão năm 2020 ở Đại Tây Dương. Nó bao gồm tên, ngày tháng, sức gió, áp suất, khu vực đổ bộ, thiệt hại và số người chết được biểu thị bằng chữ in đậm. Cái chết trong ngoặc đơn thường là bổ sung hoặc gián tiếp (một ví dụ về cái chết gián tiếp là một tai nạn giao thông), nhưng vẫn sẽ liên quan đến cơn bão đó. Thiệt hại và tử vong bao gồm tổng số người bị tai nạn, sóng hoặc lũ lụt... và tất cả các con số thiệt hại là vào năm 2020 được tính bằng USD
| Thang bão Saffir–Simpson |     |    |    |    |    |    |
| ATNĐ                     | BNĐ | C1 | C2 | C3 | C4 | C5 |

| Arthur           | May 16 – 19             | Bão nhiệt đới     | 60 (95)   | 990  | Southeastern United States, The Bahamas, Bermuda                                                                          | $112,000          | None | [ 4 ]                                                                                             |
| Bertha           | May 27 – 28             | Bão nhiệt đới     | 50 (85)   | 1005 | Southeastern United States, The Bahamas                                                                                   | ≥ $133,000        | 1    | [ 5 ]                                                                                             |
| Cristobal        | June 1 – 10             | Bão nhiệt đới     | 60 (95)   | 992  | Central America, Mexico, Central United States, Great Lakes Region, Eastern Canada                                        | ≥ $665 million    | 15   | [ 6 ] [ 7 ] [ 8 ] [ 9 ] [ 10 ] [ 11 ]                                                             |
| Dolly            | June 22 – 24            | Bão nhiệt đới     | 45 (75)   | 1002 | East Coast of the United States, Atlantic Canada                                                                          | None              | None |                                                                                                   |
| Edouard          | July 4 – 6              | Bão nhiệt đới     | 45 (75)   | 1007 | Bermuda, British Isles, Germany, Poland, Western Russia                                                                   | Minimal           | None |                                                                                                   |
| Fay              | July 9 – 11             | Bão nhiệt đới     | 60 (95)   | 998  | East Coast of the United States, Eastern Canada                                                                           | ≥ $350 million    | 6    | [ 12 ] [ 13 ] [ 14 ] [ 15 ] [ 11 ]                                                                |
| Gonzalo          | July 21 – 25            | Bão nhiệt đới     | 65 (100)  | 997  | Windward Islands, Trinidad and Tobago, Venezuela                                                                          | Minimal           | None |                                                                                                   |
| Hanna            | July 23 – 27            | Bão cấp 1         | 90 (150)  | 973  | Greater Antilles, Gulf Coast of the United States, Mexico                                                                 | ≥ $875 million    | 5    | [ 16 ] [ 17 ] [ 18 ] [ 19 ] [ 11 ]                                                                |
| Isaias           | July 30 – August 5      | Bão cấp 1         | 85 (140)  | 987  | Lesser Antilles, Greater Antilles, Turks and Caicos Islands, The Bahamas, East Coast of the United States, Eastern Canada | $4.725 billion    | 18   | [ 20 ] [ 21 ] [ 22 ] [ 23 ] [ 24 ] [ 25 ] [ 26 ] [ 27 ] [ 28 ] [ 29 ] [ 30 ] [ 31 ] [ 32 ] [ 33 ] |
| Ten              | July 31 – August 2      | Áp thấp nhiệt đới | 35 (55)   | 1007 | Cabo Verde Islands | None              | None |                                                                                                   |
| Josephine        | August 11 – 16          | Bão nhiệt đới     | 45 (75)   | 1004 | Leeward Islands | None              | None |                                                                                                   |
| Kyle             | August 14 – 16          | Bão nhiệt đới     | 50 (85)   | 1000 | The Carolinas | None              | None |                                                                                                   |
| Laura            | August 20 – 29          | Bão cấp 4         | 150 (240) | 937  | Lesser Antilles, Greater Antilles, Yucatán Peninsula, Southern United States                                              | ≥ $14.1 billion   | 77   | [ 34 ] [ 35 ] [ 36 ] [ 37 ] [ 38 ] [ 39 ] [ 40 ] [ 41 ] [ 42 ] [ 43 ] [ 44 ] [ 45 ] [ 46 ]        |
| Marco            | August 20 – 25          | Bão cấp 1         | 75 (120)  | 991  | Lesser Antilles, Venezuela, Central America, Greater Antilles, Yucatán Peninsula, Gulf Coast of the United States         | ≥ $35 million     | 1    | [ 46 ] [ 47 ]                                                                                     |
| Omar             | August 31 – September 5 | Bão nhiệt đới     | 40 (65)   | 1003 | Southeastern United States, Bermuda, Scotland                                                                             | None              | None |                                                                                                   |
| Nana             | September 1 – 4         | Bão cấp 1         | 75 (120)  | 994  | Lesser Antilles, Jamaica, Cayman Islands, Central America, Southeastern Mexico                                            | ≥ $20 million     | None | [ 46 ]                                                                                            |
| Paulette         | September 7 – 23        | Bão cấp 2         | 105 (165) | 965  | Cabo Verde Islands, Bermuda, East Coast of the United States, Azores, Madeira                                             | > $1 million      | 1    | [ 46 ] [ 48 ]                                                                                     |
| Rene             | September 7 – 14        | Bão nhiệt đới     | 50 (85)   | 1000 | Senegal, Gambia, Cabo Verde Islands                                                                                       | Minimal           | None |                                                                                                   |
| Sally            | September 11 – 18       | Bão cấp 2         | 105 (165) | 965  | The Bahamas, Cuba, Southeastern United States                                                                             | ≥ $5 billion      | 8    | [ 49 ] [ 50 ] [ 51 ] [ 52 ] [ 46 ]                                                                |
| Teddy            | September 12 – 23       | Bão cấp 4         | 140 (220) | 945  | Lesser Antilles, Greater Antilles, Bermuda, East Coast of the United States, Atlantic Canada                              | > $1 million      | 3    | [ 46 ] [ 53 ] [ 54 ]                                                                              |
| Vicky            | September 14 – 17       | Bão nhiệt đới     | 50 (85)   | 1000 | Cabo Verde Islands | Minimal           | 1    | [ 55 ]                                                                                            |
| Beta             | September 17 – 23       | Bão nhiệt đới     | 60 (95)   | 994  | Mexico, Gulf Coast of the United States                                                                                   | ≥ $100 million    | 1    | [ 46 ] [ 56 ]                                                                                     |
| Wilfred          | September 18 – 21       | Bão nhiệt đới     | 40 (65)   | 1007 | None | None              | None |                                                                                                   |
| Alpha            | September 18 – 19       | Bão cận nhiệt đới | 50 (85)   | 996  | Iberian Peninsula | > $1 million      | 1    | [ 46 ] [ 57 ]                                                                                     |
| Gamma            | October 2 – 6           | Bão nhiệt đới     | 70 (110)  | 980  | Cayman Islands, Central America, Yucatán Peninsula                                                                        | Unknown           | 7    | [ 58 ]                                                                                            |
| Delta            | October 5 – 10          | Bão cấp 4         | 145 (230) | 953  | Jamaica, Cayman Islands, Central America, Yucatán Peninsula, Gulf Coast of the United States                              | ≥ $2 billion      | 6    | [ 59 ] [ 60 ] [ 61 ] [ 62 ] [ 63 ]                                                                |
| Epsilon          | October 19 – 26         | Bão cấp 3         | 115 (185) | 951  | Bermuda, Newfoundland | Unknown           | None |                                                                                                   |
| Zeta             | October 24 – Present    | Bão cấp 1         | 80 (130)  | 977  | Cayman Islands, Jamaica, Central America, Yucatán Peninsula                                                               | Unknown           | 2    | [ 64 ]                                                                                            |
| Tổng hợp mùa bão |                         |                   |           |      | |                   |      |                                                                                                   |
| 28 XTNĐ          | 'May 16 – Present'      |                   | 150 (240) | 937  | ' | > $27.873 billion | 153  |                                                                                                   |